# A Noite Ilustrada

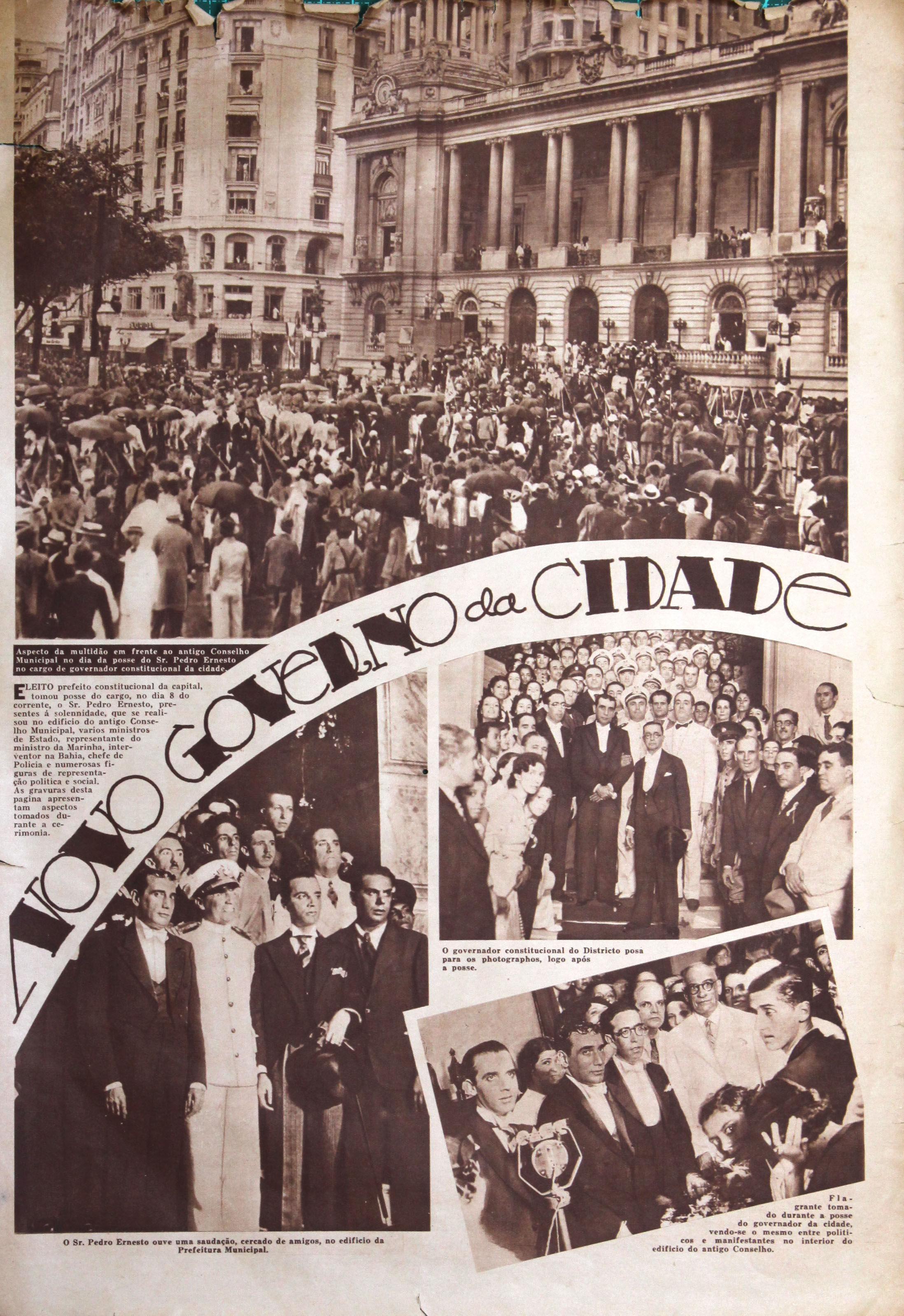
A Noite Ilustrada número 282, edição do dia 13 de março do ano de 1935.

A Noite Ilustrada foi uma notória revista brasileira de variedades cujo nome veio a se tornar uma referência ao músico brasileiro Mário de Souza Marques Filho, conhecido atualmente apenas por Noite Ilustrada. Conta se que certa feita o violonista Mário da Viola convidou o humorista e ator Zé Trindade (Milton da Silva Bittencourt, 1915-1990) para integrar o elenco de sua caravana de shows, e este, por sua vez, teria convidado Mário de Souza Marques Filho a cantar junto com ele, além de acompanhar com seu violão os artistas da excursão. Contudo, na estreia, o comediante teria se esquecido do nome de Mário Marques, vindo a resolver seu lapso de memória ao se lembrar do fato de que Mário era um leitor assíduo da revista “A Noite Ilustrada”, fato que acabou por consagrar o nome da publicação como o apelido oficial do músico.

## História
A revista teve o jornalista, biógrafo e teatrólogo cearense Raimundo Magalhães Júnior como um de seus secretários e publicou à época da morte do bando de Lampião a maior cobertura da imprensa sobre a morte do mais famoso cangaceiro.